# 小行星2830
小行星2830（2830 Greenwich）是一颗绕太阳运转的小行星，为主小行星带小行星。该小行星于1980年4月14日发现。
該小行星以位於英國倫敦的格林威治皇家天文台命名。

## 轨道参数
小行星2830的轨道半长轴为2.3780520 UA，离心率为0.206。